# 費氏星衫魚
費氏星衫魚（学名：Astronesthes fedorovi）为輻鰭魚綱巨口鱼目巨口鱼科的其中一種。分布于西北太平洋區的日本海域，為深海魚類，棲息深度0-500公尺。

## 扩展阅读
維基物種上的相關：費氏星衫魚